# Nicolae Blatt
Nicolae Blatt, cunoscut și ca Miklós Blatt, (n. 24 iunie 1890, Pintic, comitatul Solnoc-Dăbâca – d. 15 aprilie 1965, Frankfurt pe Main, Germania) a fost un medic oftalmolog evreu originar din Transilvania, fondatorul primului jurnal românesc de oftalmologie, “Revista de Oftalmologie”. Blatt a contribuit la domeniul oftalmologiei cu numeroase cercetări și circa 400 de articole publicate în reviste de specialitate din Austro-Ungaria, România și Germania. A editat de asemenea numeroase manuale și monografii.

## Copilărie și educație

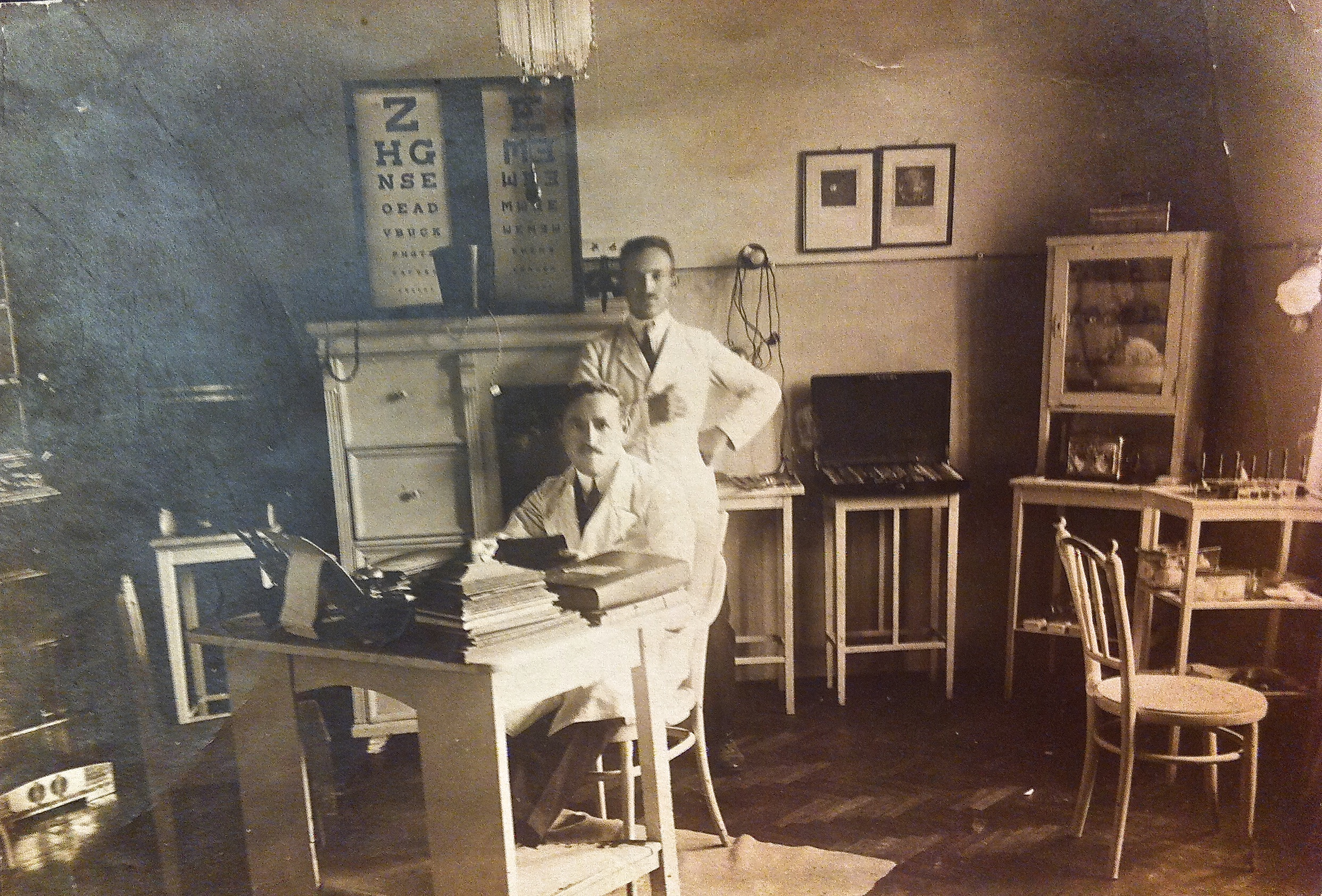
Nicolae Blatt în cabinetul său medical la Târgu Mureș,în anii 1920

Nicolae Blatt s-a născut într-o familie de evrei maghiarofoni, la Pinticul Românesc, în vecinătatea orașului Dej, în Transilvania, care pe vremea aceea aparținea Imperiului Austro-Ungar. A fost mai târziu botezat în religia creștină luterană. Părinții săi, Iacob (de profesie avocat) și Bertha Blatt, fratele și două surori ale sale, au murit la Auschwitz, unde au fost deportați în timpul Holocaustului evreilor transilvăneni.
În 1913 Blatt absolvit Facultatea de Medicină a Universității din Cluj. În timpul Primului Război Mondial, din 1914 până în 1918, a fost medic militar în armata austro-ungară. În anii următori a absolvit cursurile de specializare în oftalmologie la Cluj și la Budapesta, și în următorii 5 ani a urmat programe de perfecționare cu oftalmologii J. Meller la Viena, E. Kruckmann la Berlin, Alfred Vogt la Zürich, Jules Gonin la Lausanne, Henricus Weve la Utrecht, și Frank Juler la Londra.
În 1930 s-a căsătorit cu Marta Scheiner (1904-1972), fotografă și jurnalistă din Timișoara.
După ce și-a deschis un cabinet la Târgu Mureș, Blatt a efectuat cu succes o operație de urgență de dezlipirea retinei, pacientul fiind un membru a familiei regale grecești, și o rudă apropiată a Reginei Elena a României. Ca urmare, în 1931 a fost invitat să se mute cu toată familia la București fiind numit oftalmolog oficial a Curții Regale Române. La București și-a deschis un cabinet medical de Oftalmologie și după un concurs a fost numit conferențiar la Facultatea de Medicină din București.

## Oftalmolog al curții regale
În 1931 Blatt a fost angajat ca oftalmolog al Curții Regale Române, poziție pe care a deținut-o până în 1947, când monarhia a fost abolită de regimul comunist.

## Anii celui de-al Doilea Război Mondial

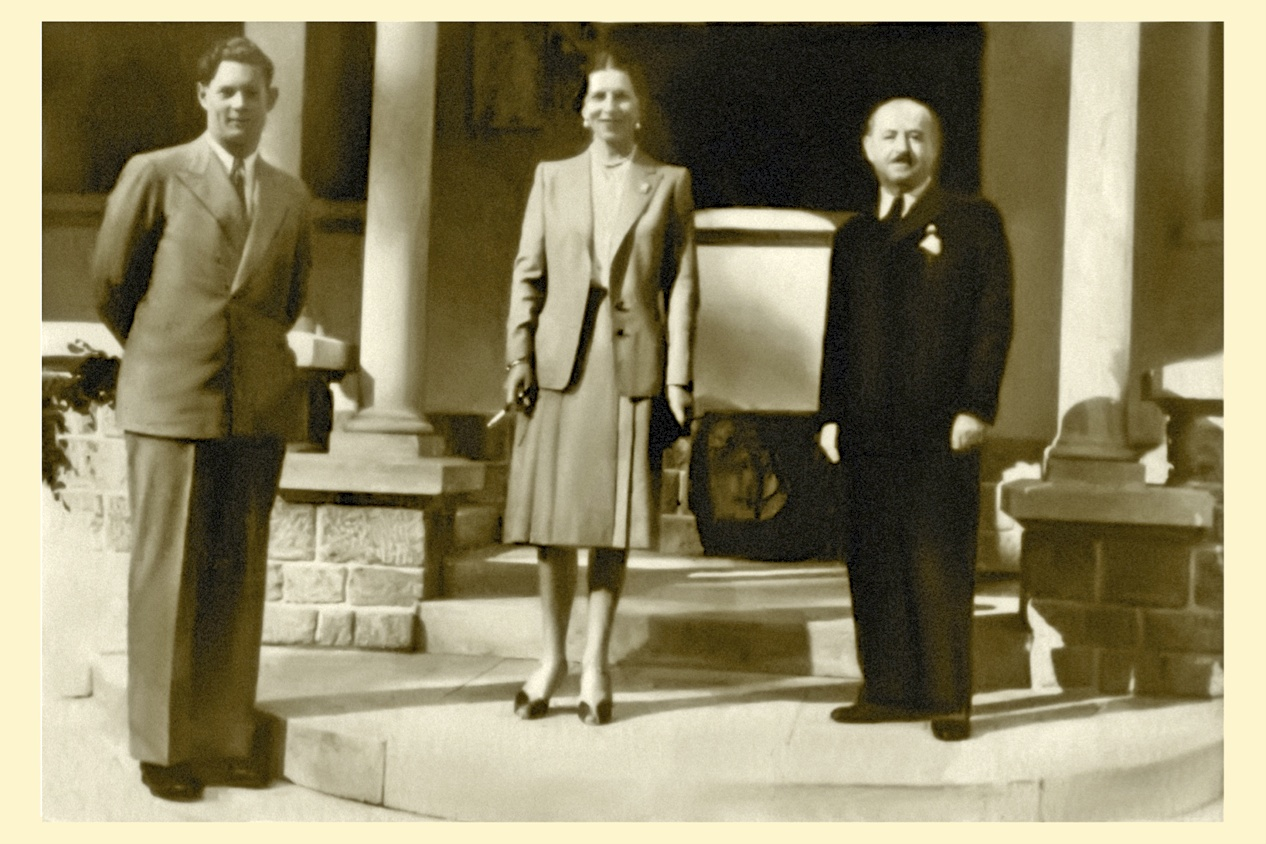
Regele Mihai, regina mamă Elena și dr.Nicolae Blatt în fața Castelului Foișor din Sinaia

În 1941, după ce România s-a alăturat puterilor Axei, cabinetul medical a lui Blatt a fost rechiziționat pentru a găzdui ofițeri germani cu familiile lor. Blatt și-a mutat cabinetul într-un apartament de trei camere, el, soția și  fiica lor locuind într-una din ele, până în august 1944.
În secret, Blatt a colaborat cu Regina Elena, ajutând-o să salveze familii evreiești din Transilvania, Moldova, Bucovina, Basarabia sau aflate în Transnistria, de primejdia deportării și a exterminării . Deseori, el o informa pe Regina Mamă despre evenimente necunoscute de dânsa și a servit de intermediar între Regina Elena și șef-rabinul României, Alexandru Șafran. străduindu-se să țină în secret aceste acțiuni de regimul Antonescu și de reprezentanții Germaniei naziste
În anii 1941-1944 , sub regimul legilor „rasiale ” îndreptate contra populației evreiești N.Blatt a făcut parte din corpul didactic al Colegiului evreiesc „Onescu”, unde, cu aprobarea regimului Antonescu, a funcționat una din școlile de medicină pentru studenți evrei, după ce li s-a interzis accesul la universitățile țării.
În august 1944, când armatele Uniunii Sovietice se apropiau de frontiera României, Regele Mihai s-a alăturat politicienilor favorabili Aliaților, și a ordonat arestarea mareșalului Antonescu și apoi părăsirea Axei și intrarea României în războiul împotriva fostului aliat, Germania nazistă.
În august 1944, Blatt și-a evacuat familia la Sinaia, în timp ce el a rămas la București ca să îngrijească răniți. Până la sfârșitul războiului el a funcționat în calitatea de medic-căpitan-aviator, transportând răniții la diferite spitale de specialitate; în acelaș timp a continuat să predea cursuri la universitate și să-și trateze pacienții privați.

## Perioada postbelică
După război Blatt a fost numit șef al Clinicii și Laboratoarelor de Oftalmologie și profesor titular al disciplinei (1948-1953) la Institutul de medicină de curând înființat la Timișoara, numit în prezent Universitatea de Medicină și Farmacie Victor Babeș, și de asemenea a devenit profesor și șeful Secției de Oftalmologie la Institutul de Specializare și Perfecționare a Medicilor din București. A continuat. până în 1947, să fie oftalmologul oficial al Curții Regale, și și-a păstrat cabinetul particular din București. În această perioadă făcea săptămânal naveta cu trenul între Timișoara și București.
În 1947 guvernul Petru Groza, dominat de comuniști, l-a silit pe regele Mihai să abdice, iar România a fost proclamată republică populară. Familia regală a cerut să se permită și familiei Blatt să emigreze odată cu ea ca parte din suită. Autoritățile comuniste au refuzat sub pretextul că “țara are nevoie de talentele lui Blatt”. I s-a permis să-și mențină pozițiile universitare până în 1953. Între timp regimul a închis toate cabinetele medicale private confiscând toate echipamentele medicale. Medicii aveau de acum înainte dreptul să trateze bolnavii numai în policlinici și spitale de stat.
Blatt a fost, după război, profesor universitar - șeful Clinicii și al Laboratoarelor de Oftalmologie la Universitatea Victor Babeș din Timișoara, și șeful Departamentului de Oftalmologie la Institutul de Specializare și Perfecționare a Medicilor, din cadrul Universității de Medicină Carol Davila din București. 
A fost un pionier în cercetări asupra trahomului, cataractei congenitale, al extracțiilor de cataractă extracapsulară, a transplantelor de cornee și strabismului. În anii regimului comunist a fost prigonit sub pretextul relațiilor din trecut cu familia regală, al vederilor sale științifice și politice. După ce a înființat Revista de Oftalmologie la București în 1949, a fost atacat ca “trădător și dușman al glorioasei Republici Populare Romîne”, pentru "ploconire în fața Occidentului", ulterior a fost demis din universitate și împiedicat să-și practice specialitatea în spitale, iar după 1958 a fost arestat și deținut în închisoare (1). A reușit să părăsească România în 1964.  Ajuns în Occident, a fost numit profesor oaspete de oftalmologie, și i s-a pus la dispoziție un laborator de cercetări la Universitatea Goethe din Frankfurt am Main.

### „Revista de Oftalmologie”. Ani de persecuții

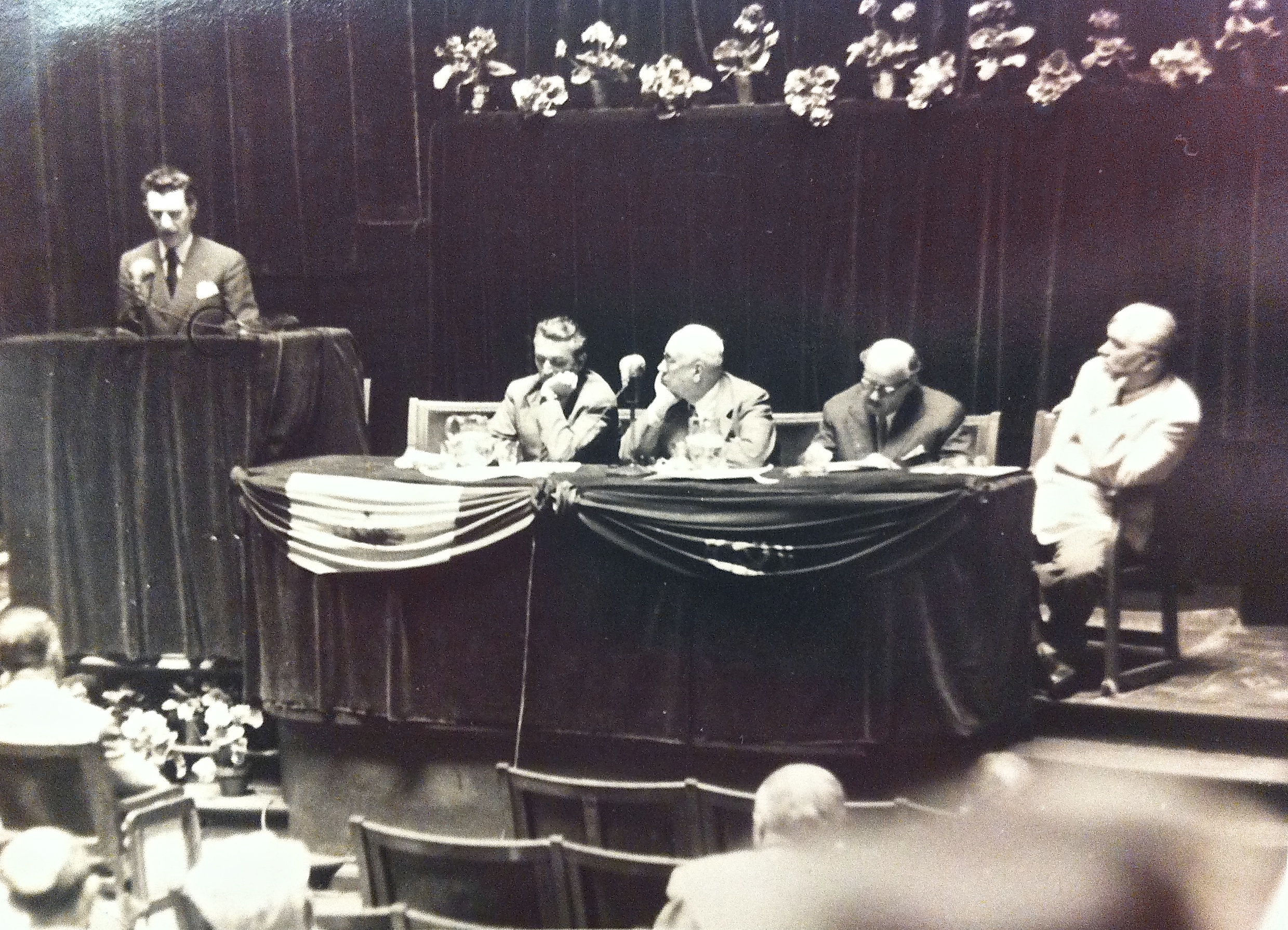
Nicolae Blatt la un congres de oftalmologie la Bucuresti la sfârșitul anilor 1950

În 1948 Blatt a înființat prima revistă românească de oftalmologie, cu colaborări ale multor oftalmologi de frunte din străinătate. Între aceștia din urmă se numărau: Vladimir Filatov din Uniunea Sovietică, Baillard și Jeandelize din Franța, Bietti din Italia, Busacca din Brazilia, Cosmetatos din Grecia, Franceschetti din Elveția, Igersheimer și R. Gifford din Statele Unite, Pașev din Bulgaria, Duke-Elder din Anglia, și Weve din Olanda. Colegiul de redactie era format din oftalmologii locali  Virgil Popovici, Nicolae Zolog și Ion Moisescu. După apariția primului număr, autoritățile comuniste au interzis publicarea mai departe a Revistei de Oftalmologie. În Revista Știintelor Medicale (organul „Secției de Științe Medicale a Academiei Republicii Populare Romîne”) s-a scris că Blatt este un „trădător”, un „agent al Wall Streetului,” și „un individ care a dovedit prin activitatea sa că nu este demn să educe pe tinerii care vor forma generațiile viitoare de medici romîni, care trebuie sa fie devotați Științei Sovietice, singura știință acceptabilă și adevărată în lume”,.
După aceea i s-a cerut să-și facă autocritica și să declare în public că se recunoștea vinovat de toate acuzațiile, ceea ce el a refuzat. 
Atacurile de la Academie asupra lui Blatt au atras la vremea respectivă atenția lui Roland Barthes care servea de atașat cultural al legației Franței la Bucuresti, în raportul său de opt pagini din 21 iulie 1949 despre „politizarea științei în România”.
Din acele zile, Blatt și familia lui s-au aflat în permanentă urmărire din partea Securității. În anii 1953-1954 Blatt a fost dat afară din toate posturile sale universitare și i s-a interzis să mai consulte pacienți și să opereze în spitalele universitare. Cu greutate a obținut funcția de director al secției de oftalmologie la policlinica Cantacuzino din București.
În septembrie 1958 a fost invitat să participe în calitate de președinte la al XVIII-lea Congres Internațional de Oftalmologie de la Bruxelles în Belgia, dar guvernul român a refuzat să-i dea un pașaport.

### Detenția
La sfârșitul anului 1958 familia Blatt a înaintat cererea de a părăsi România. Era tocmai la începutul noului val de teroare instaurat de regimul lui Gheorghiu Dej în anii 1958-1961. Nicolae Blatt și soția sa, Marta au fost duși la închisoare, amenințați și torturați pentru a fi forțați să mărturisească “legăturile lor criminale cu Imperialismul Occidental”. Printre crimele de care a fost acuzat Blatt  erau menționate și relațiile lui cu Curtea Regală Română, activitatea sa imaginară de agent a Wall Streetului, și faptul ca poseda din anii 1930, anumite conturi de bancă în Vestul Europei și în Statele Unite. Blatt a fost silit să scrie băncilor respective și să ceară retrimiterea sumelor de bani aflate acolo în România. Când banii au ajuns în țară, au fost de îndată confiscați de către autorități.
Când Societățile Oftalmologice din vestul Europei, au încetat, de mai multă vreme, să mai primească articole științifice de la Blatt, ele au început să se intereseze care erau motivele. 
După un timp, Blatt și soția lui au fost eliberați din închisoare, dar Blatt nu a mai putut găsi de lucru în aproape nici o instituție medicală. În cele din urmă a găsit un post la o mică policlinică la periferia Bucureștiului.
La intervenția lui Francesco Bietti din Italia, un grup de colegi oftalmologi din Europa și America, s-au întrunit cu prilejul unui Congres Internațional pentru a discuta posibilitățile de a obține aprobarea regimului din România pentru plecarea familiei Blatt în străinătate. Până la urmă, sora Martei Blatt, care trăia în Canada a plătit guvernului român pentru a obține emigrarea familiei. Soții Blatt au părăsit România în 1964.

## Viața în exil și decesul

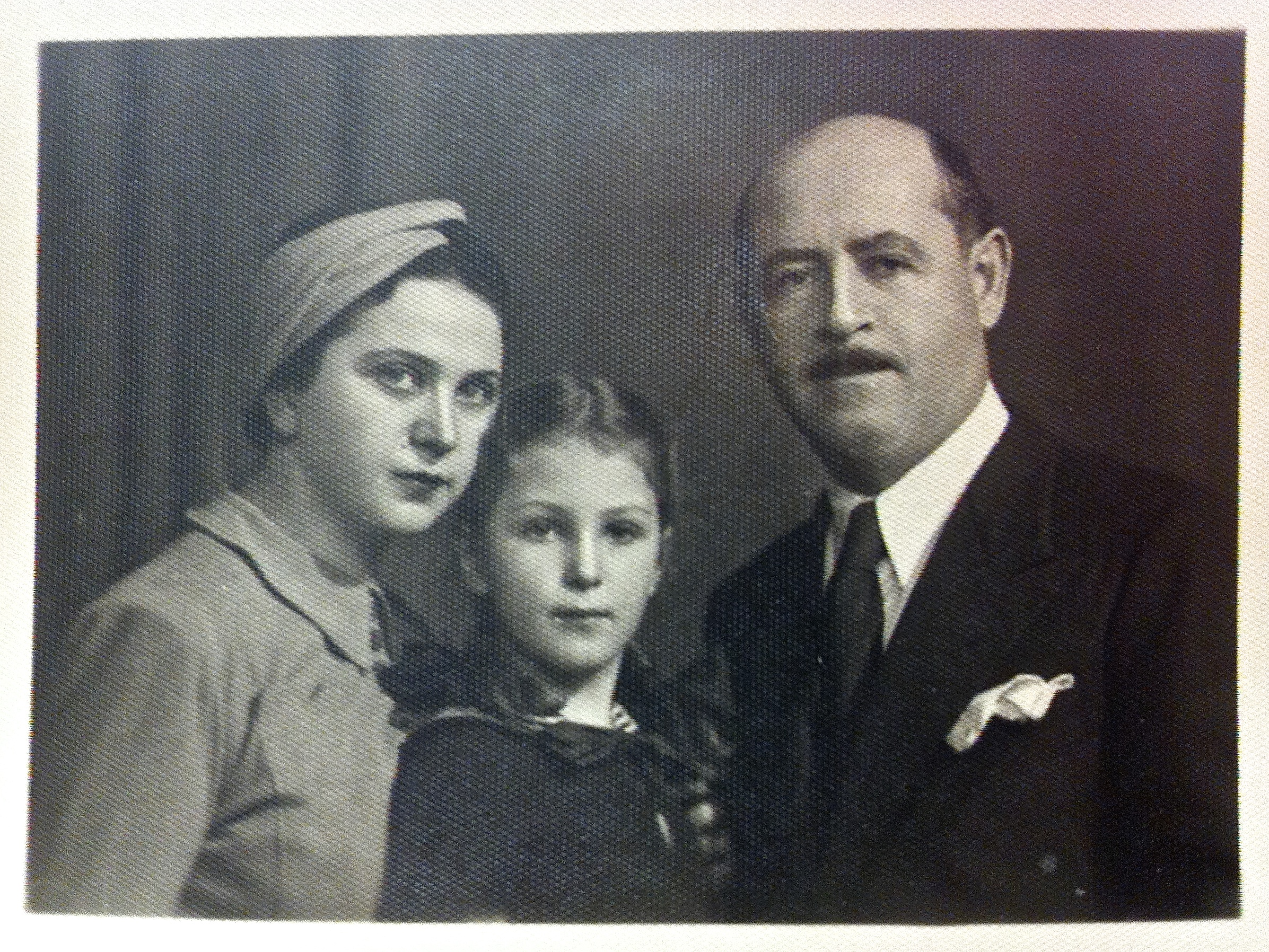
Nicolae Blatt cu soția și fiica în anii 1940

Consulatul francez a accordat familiei Blatt o viză pentru un timp nelimitat, iar profesorul și soția s-au mutat la Paris în august 1964. În octombrie 1964  Nicolae Blatt a fost numit  “Gastprofessor für Augenheilkund” - profesor oaspete de oftalmologie la Universitatea Goethe din Frankfurt pe Main, în Germania de vest, și i s-a pus la dispoziție pentru un timp nelimitat un laborator de cercetări la această universitate.
După o scurtă perioadă de activitate și cercetări, Blatt a murit, după o scurtă boală, la vârsta de 74 ani, în data de 15 aprilie 1965, la spitalul Universității din Frankfurt.
Marta Blatt a continuat să trăiască la Frankfurt, unde a murit 7 ani mai târziu, la vârsta de 67 de ani.
Nicolae Blatt a făcut parte din comitetele de redacție ale unora din cele mai însemnate reviste din domeniul oftalmologiei din România și de peste hotare (
„Oftalmologia”, București (1954), „Excerpta Medica Ophthalmology” din Amsterdam, „International Journal for Trachoma” din Marsilia, „Ophtalmologica” – din Basel, „L'Aggiornimenti di Terapia Oftalmologica” din Pisa, „Rivista Italiana de Trachoma e di Patologia Oculare virale ed esotica” din Catania, „Ophthalmic Literature” din Londra, Revista de Oftalmologie din București. A fost membru al Societăților franceză, germană (din Heidelberg), italiană de oftalmologie (din Roma),  al societății lombarde de oftalmologie din Milano,

## Scrieri
Blatt a publicat 373 de lucrări științifice în diferite jurnale de Oftalmologie internaționale, majoritatea fiind bazate pe cercetările sale. O parte din aceste lucrări au fost republicate in “Cercetări și Studii Oftalmologice.”,

### Selecție de articole
- Blatt, Nicolaus (28 iulie 1922). "Hebung der Kohlenhydrattoleranz und Verminderung der Glykosurie vor Staroperationen bei diabetischer Stoffwechselstörung". Albrecht von Graefes Archiv für Ophthalmologie (în germană) 108 (3–4): 411–19."Increase of carbohydrate tolerance and reduction of glycosuria before cataract operation in cases of diabetes
- Blatt, Nicolas (1922). "Kürettage der Bindehaut (abrasio conjunctivae) bei den chronisch-katarrhalischen Conjunctivitiden". Wiener klinische Wochenschrift (în germană) 52 [24]
- Blatt, Nikolaus (31 martie 1923). "Klinik und Pathologie des primären Lidanthrax". Albrecht von Graefes Archiv für Ophthalmologie (în germană) 111 (1–2): 60–71."Clinical and pathological study of primary anthrax of the eyelids
- Blatt, Nicholas (1931). "Weakness of Accommodation". Archives of Ophthalmology 5 (3): 362–73. doi:10.1001/archopht.1931.00820030046005.
- Blatt, Nicholas (1932). "The Correction of High Myopia by Mueller's Contact Glasses". Archives of Ophthalmology 7 (3): 399–417. doi:10.1001/archopht.1932.00820100053008.
- Blatt, N. (iulie 1949). "La valeur de la malaria-thérapie dans l'atrophie syphilitique des nerfs optiques". Ann. ocul. (în franceză) 182: 513–20.[25]
- Blatt, N.; Regenbogen, L. (1966). "Le Problème de la fixation eccentrique dans l'amblyopie strabique". Archives d'Ophtalmologie (în franceză) 26 (2): 113–36.[26]
- Blatt, Nikolaus (1965). "Intraoculare Knochenbildungen: Osseom und Ossifikation". Albrecht von Graefes Archiv für klinische und experimentelle Ophthalmologie (în germană) 168 (2): 220–40. (Postmortem)
- Blatt, Nikolaus (1965). "Augenhintergrundveränderungen bei hochgradiger Myopie". Klinische Monatsblätter für Augenheikunde (în germană) 146 (3): 391–411.
- Blatt, N. (1965). "Von isolierter Irisverletzung ausgehende sympatische Ophthalmie". în Jaeger, W. Deutsche Ophthalmologische Gesellschaft, Bericht über die 66. Zusammenkunft in Heidelberg 1964 (pdf) (în germană). Berlin: Springer. pp. 62–66. OCLC 660546114.

### Cărți
- Blatt, Nicolae (redactor)(1935). Cercetări și studii in oftalmologie București: Tiparul Suprema. OCLC 18495910.
- Blatt, Nicolae (redactor) (1947). La prophylaxie de la cécité en Roumanie (1940–1947) în franceză. București: Imprimeria Națională.[27]
- Blatt, Nicolae (redactor) (1947). Înființarea unui Institut Central de Oftalmologie

Monitorul Oficial și Imprimeriile Statului. Imprimeria Națională.București OCLC 895409163.[25]
Blatt, Nicolae (1948). Curs de oftalmologie pentru studenții de medicină . Timișoara.
Blatt, Nicolae (1957). Manual de oftalmologie (pentru specializarea și perfecționarea medicilor) 2 volume. București.